# Was Gott tut, das ist wohlgetan, BWV 100

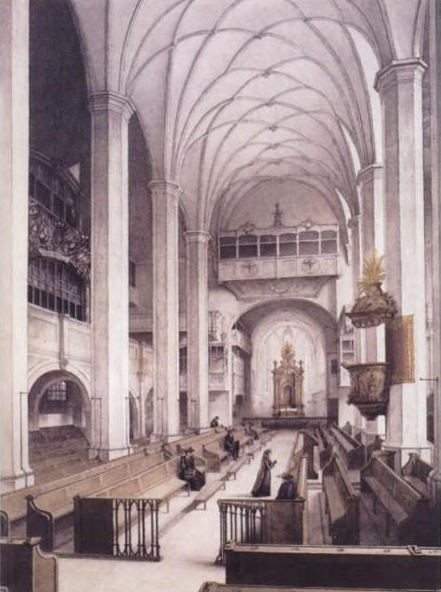
Thomaskirche, Leipzig.

Was Gott tut, das ist wohlgetan, BWV 100 (Lo que Dios hace, bien hecho está) es una cantata de iglesia escrita por Johann Sebastian Bach en Leipzig entre 1732 y 1735 para una ocasión no especificada. Está basada en el himno homónimo escrito por Samuel Rodigast en 1674.

## Historia
Bach compuso esta obra durante su estancia como Thomaskantor en Leipzig para una ocasión no especificada. Probablemente se interpretó por primera vez en Leipzig entre 1732 y 1735. Más adelante hubo otras interpretaciones en 1737 y 1742. Se considera una de las últimas cantatas sacras de Bach que se conservado hasta nuestros días.

## Análisis

### Texto
El texto de la cantata se basa en el himno "Was Gott tut, das ist wohlgetan" escrito por Samuel Rodigast en 1674. A diferencia de la mayoría de cantatas corales de Bach anteriores utilizó el texto sin modificaciones. El himno de Rodigast también era tradicionalmente empleado en Leipzig como canción para las bodas. Por su parte, Bach utilizó este mismo coral en otras muchas cantatas, como Was Gott tut, das ist wohlgetan, BWV 98 y Was Gott tut, das ist wohlgetan, BWV 99.

### Instrumentación
La obra está escrita para cuatro voces solistas (soprano, alto, tenor y bajo), un coro  a cuatro voces; dos trompas, timbales, flauto traverso, oboe d'amore, dos violines, viola y bajo continuo.

### Estructura
Consta de seis movimientos. Cada uno de ellos empieza con el mismo verso "Was Gott tut, das ist wohlgetan", así que las líneas que se muestran a continuación son el segundo verso de cada movimiento.
1. Coral: Es bleibt gerecht sein Wille (sol mayor)
2. Duetto (alto, tenor): Er wird mich nicht betrügen (re mayor)
3. Aria (soprano): Er wird mich wohl bedenken (si menor)
4. Aria (bajo): Er ist mein Licht, mein Leben (sol mayor)
5. Aria (alto): Muß ich den Kelch gleich schmecken (mi menor)
6. Coral: Darbei will ich verbleiben (sol mayor)

La melodía del coral solamente se utiliza en el primer y último movimientos. Los movimientos intermedios adoptan "colores sonoros cuidadosamente degradados". En cualquier caso, la cuarta ascendente de la melodía del coral reaparece lo largo de la cantata.
El coral de apertura se basa en BWV 99 con las partes añadidas de trompa y timbales. El cambio en la instrumentación hace que el carácter sea "de celebración y jovial", en contraste con la atmósfera íntima del original. El movimiento se inicia con una presentación de dos temas instrumentales, que se repiten cuando entra la soprano con la melodía del coral. Las líneas instrumentales son complejas en comparación con la parte vocal.
El dueto de alto y tenor, conforme a Ludwig Finscher, refleja el "dúo camerístico italiano (Steffani, Handel) teniendo en cuenta el arreglo del texto al estilo del motete y el entrelazamiento imitativo de las partes vocales". La melodía entra en capas imitativas basadas en el intervalo de cuarta ascendente. La línea de bajo continuo es un motivo de cuatro compases en su mayor parte escalístico que se repite en varias tonalidades relacionadas.
El aria para soprano va acompañada por lo que John Eliot Gardiner denomina "el más desafiante técnicamente de todos los obbligati para flauta de Bach, con su roulade de veinticuatro fusas sucesivas por compás".
El aria de bajo "vivaz" va acompañada de  cuerdas "cadenciosas" sincopadas. La "espléndida amplia" melodía es destacable por su motivo descendente conclusivo. Como en el estilo galante, los violines acompañantes tocan terceras y sextas paralelas. La estructura formal del movimiento es poco común: en lugar de la convencional repetición final de la sección A que se espera en la forma da capo, la sección B va seguida inmediatamente por el ritornello de cierre.
El aria para alto está en compás de 12/8 y en modo menor; va acompañada por el oboe d'amore y el continuo. Se centra en las imágenes de la amargura. El aria se introduce mediante una fluida melodía solista del oboe d'amore.
El coral de cierre es bastante similar a la versión del coral que aparecía en Die Elenden sollen essen, BWV 75, pero añadiendo trompas y timbales. Estructuralmente, comienza con entradas instrumentales imitativas y prolonga varias secciones en comparación con la obra anterior.

## Discografía selecta
De esta pieza se han realizado una serie de grabaciones entre las que destacan las siguientes.
- 1961 – J.S. Bach: Cantatas BWV 100 & 175. Heinz Wunderlich, Kantorei St. Jacobi Hamburg, Hamburger Kammerorchester (Soli Deo Gloria)
- 1977 – Bach Cantatas Vol. 4. Karl Richter, Münchener Bach-Chor, Münchener Bach-Orchester (Archiv Produktion)
- 1979 – J.S. Bach: Das Kantatenwerk Vol. 25. Gustav Leonhardt, Knabenchor Hannover,  Collegium Vocale Gent, Leonhardt-Consort (Teldec)
- 1984 – Die Bach Kantate Vol. 7 BWV 11, 100, 200. Helmuth Rilling, Gächinger Kantorei, Bach-Collegium Stuttgart (Hänssler)
- 2000 – Bach Edition Vol. 15: Cantatas Vol. 8. Pieter Jan Leusink, Holland Boys Choir, Netherlands Bach Collegium (Brilliant Classics)
- 2000 – Bach Cantatas Vol. 8. John Eliot Gardiner, Monteverdi Choir, English Baroque Soloists (Soli Deo Gloria)
- 2003 – J.S. Bach: Complete Cantatas Vol. 21. Ton Koopman, Amsterdam Baroque Orchestra & Choir (Antoine Marchand)
- 2012 – J.S. Bach: Cantatas  Vol. 54 BWV 14, 100, 197, 197a. Masaaki Suzuki, Bach Collegium Japan (BIS)